# Прудищи (Муромский район)
Пруди́щи — деревня Муромского района Владимирской области России, входит в состав
Борисоглебского сельского поселения.

## География
Деревня расположена в 25 км на северо-запад от Мурома.

## История
Деревня впервые упоминается по писцовым книгам 1593 года во владении Троице-Сергиева монастыря, в ней тогда было 4 двора крестьянских и 4 пустых. В окладных книгах Рязанской епархии за 1676 год деревня значится в составе Талызинского прихода, в ней было 5 дворов крестьянских и 3 бобыльских.
До революции крупная деревня Новокотлицкой волости Муромского уезда. Население в 1897 году – 501 человек.
В годы Советской власти центр Прудищенского сельсовета.

## Население
| 1859 | 1897 | 1905 | 1926 | 2002 | 2010 | 2021 |
| ---- | ---- | ---- | ---- | ---- | ---- | ---- |
| 312  | ↗501 | ↗623 | ↗686 | ↘340 | ↘265 | ↘261 |

## Инфраструктура
- МОУ Прудищинская основная общеобразовательная школа — закрыта в 2013 году.
- Детский сад.
- Дом культуры.
- Фельдшерско-акушерский пункт.
- Сберкасса — закрыта.
- Отделение почтовой связи.

## Экономика
Сельхозпредприятие — СПК «Прудищенский» ликвидировано.